# Affaire des femmes violentées de Hassi Messaoud
Pour les articles homonymes, voir Affaire de femmes (homonymie).
L'affaire des femmes violentées de Hassi Messaoud se réfère à plusieurs attaques particulièrement violentes sur des femmes résidant dans la ville de Hassi Messaoud en Algérie en juillet 2001 et au procès qui en a découlé.
Le procès en appel s'est déroulé en janvier 2005.

## Contexte
La ville de Hassi Messaoud est une ville pétrolière du centre de l'Algérie. Elle héberge environ 53 000 habitants. Diverses entreprises pétrolières s'y sont installées, la ville devenant un lieu où trouver potentiellement emploi et sécurité pour de nombreux Algériens. Cela entraîna entre autres la création de nombreux bidonvilles autour de la cité.
De nombreuses femmes ont émigré à Hassi Messaoud afin d'y assurer des tâches d'entretien, de secrétariat ou de restauration dans les compagnies pétrolières.
Les femmes travaillant mais surtout vivant seules dans une région très traditionnelle, sont accusées par les habitants des quartiers, d'avoir un « double emploi », travaillant en entreprise le jour, se prostituant le soir, dans une région frappée par le chômage masculin,. Avant les événements, plusieurs femmes avaient fait l'objet d'insultes, certaines se faisant physiquement agresser.

## Les faits
Pendant la prière du vendredi 13 juillet 2001, l'imam, qualifié d'intégriste, s'en prend à la présence des femmes venues des régions du nord-ouest travaillant maintenant dans les compagnies pétrolières. Il les accuse de comportements « immoraux », appelant à un « Jihad contre le diable » afin de « chasser ces femmes fornicatrices ». Selon lui, des femmes vivant seules, sans aucun « wali » (homme gardien de la tradition maliki), ne peuvent être que des prostituées.
Dans la nuit du 13 au 14 juillet, vers 22 heures, une foule de 300 hommes environ prend alors la direction du bidonville El-Haïcha où résident des femmes employées comme femmes de ménage, cuisinières ou secrétaires. Pendant 5 heures, une quarantaine de femmes du quartier sont agressées, rouées de coups, violées, mutilées et traînées nues dans la rue. Leurs maisons sont pillées et pour certaines, brûlées. Certains des agresseurs portaient des armes blanches. La police n'arriva sur place que vers 3 heures du matin, mettant fin aux violences.
Celles-ci se répètent la nuit suivante, puis le 16 juillet dans d'autres quartiers de la ville. Le 17, puis les 23 et 24, les violences s'étendirent à la ville de Tébessa, plus au nord, où des commerces détenus par des femmes seules furent vandalisés.
Plusieurs dizaines de femmes furent hospitalisées, dont 6 étaient à ce moment dans un état sérieux. 95 femmes et enfants trouvèrent refuge dans l'auberge de jeunesse. D'autres prirent des taxis afin de quitter la ville et retourner dans leur région d'origine. Trois des jeunes femmes violées étaient vierges au moment des faits. Le journal La Tribune parle de 4 à 6 décès, ce que les autorités réfutent. Des témoins disent avoir vu plusieurs femmes mortes. En août 2001, l'association SOS Femmes en détresse parle d'une femme morte à la suite de son agression, et de trois encore hospitalisées. Jeanine Belkhodja est de celles qui soignent les femmes qui ont subi des violences.

## Le procès
Selon le journal La Tribune, l'imam Amar Taleb fut arrêté, ainsi que 40 hommes ayant pris part aux violences. Le Matin confirme lui 9 arrestations. L'imam prêche aujourd'hui[Quand ?] dans la mosquée la plus grande de la ville. 
39 femmes ont décidé de porter plainte. En première instance, en juin 2004, aucune des victimes n'avait pu avoir recours à un avocat, ni même ceux promis par le ministère de la Solidarité. La plupart des charges retenues contre les 32 agresseurs jugés furent levées, ne retenant que « l'attroupement sur la voie publique et atteinte à l'ordre public ». Le procès en appel devait se dérouler en décembre 2004, mais fut reporté à janvier 2005, à la cour de Biskra, afin de permettre à tous les accusés d'être présents au procès. À la réouverture du procès, seuls six des accusés sont présents, faisant face à trois des victimes. Sous les pressions et les menaces (à l'intérieur même du tribunal lors du premier procès), les autres femmes avaient abandonné les poursuites. Des peines de prison de huit, six et trois ans ont été prononcées pour trois des accusés présents, les trois autres étant acquittés. la plupart des agresseurs ont été condamnés à des peines par contumace : vingt condamnations à vingt ans, quatre à dix ans et une à cinq ans. Trois condamnés seulement auraient effectué leur peine.

## Poursuite des violences
Après les lynchages de 2001, les violences se poursuivent en 2010, et d'autres femmes vivant seules ou célibataires sont attaquées chez elles de nuit.

## Film et publication
Ce drame a fait l'objet d'un film, sorti en 2008 : Vivantes ! de Said Ould Khelifa.
En février 2010, deux des victimes, Rahmouna Salah et Fatiha Maamoura, publient un livre, Laissées pour mortes : Le lynchage des femmes de Hassi Messaoud, aux éditions Max Milo,. C'est la comédienne algérienne Nadia Kaci qui a recueilli leurs témoignages.